# Афрички златни вук
Афрички златни вук (Canis anthus), такође познат и као златни вук или афрички вук, животиња је из породице паса пореклом из северне и североисточне Африке. Ова врста уобичајена је за северозападну и североисточну Африку, појављују се од Сенегала до Египта на истоку, у области између Марока, Алжира, Туниса и Либије на северу, и Нигерије, Чада и Танзаније на југу. То је пас прилагођен пустињама, а често се налази у равнима и степским подручјима, укључујући и оне које немају обиље воде. На планинама Атлас, ова врста је пронађена на висинама до 1.800 метара. Првенствено је предатор, тражи жртве међу бескичмењацима и сисарима великим попут младунца газеле, мада се некад усмере и на веће животиње. Хране се и животињским лешевима, људским отпацима и воћем. Афрички вук је моногамна и територијална животиња, чија друштвена структура укључује годишње потомство које остаје са породицом да би помогло у подизању млађих потомака својих родитеља.
Ова врста игра истакнуту улогу у неким афричким културама; у северноафричком фолклору, сматра се непоузданом животињом чији се делови тела могу употребити за медицинске и ритуалне сврхе, док имају велики углед у сенегалској религији Серер као прво биће које је створио бог Руг.

## Таксономија
Раније је класификован као афричка варијанта евроазијског златног шакала, са барем једном подврстом (Canis anthus lupaster) класификованом као сиви вук. У 2015. години, низ анализа о митохондријском ДНК и нуклеарном геному ове врсте показао је да се у ствари разликују од златног шакала и сивог вука, и да је ближе повезан са сивим вуковима и којотима. Ипак је довољно близу златном шакалу да прави хибридно потомство, што је показано генетским тестовима на шакалима у Израелу и у експерименту о укрштању из 19. века. Како страница Међународне уније за заштиту природе о златним шакалима није ажурирана од 2008. године, тек треба да се препозна посебност афричког вука; стога његов статус очувања још није процењен, а поуздане процене популације нису доступне.

## Локална и аутохтона имена
| Лингвистичка група или област            | Аутохтоно име                                                        |
| ---------------------------------------- | -------------------------------------------------------------------- |
| Афарски језик                            | Wucharia                                                             |
| Берберски језици                         | Ouchan asian (за C. a. algirensis)Ouchan akhatar (за C. a. lupaster) |
| Амхарски језик                           | ተረ ቀበሮ (Tera kebero)                                                 |
| Арапски језик                            | ابن آوى (Ibn awa)ذئب (Deeb)أبو سليمان (Abu soliman)                  |
| Фулски језик                             | Sundu                                                                |
| Хауса                                    | Dila                                                                 |
| Сонгај                                   | Nzongo                                                               |
| Свахили (стандардни) Свахили (Танзанија) | Bweha wa mbugaBweha dhahabu                                          |
| Волофски језик                           | Tili                                                                 |

## Физички изглед
Афрички вук је средње величине, између афричких шакала (C. mesomelas и C. adustus) и мале подврсте сивих вукова, са оба пола тешка 7–15 килограма и висока 40 центиметара. Међутим, постоји висок степен варијације у величини по географским подручјима, при чему су западноафрички и источноафрички примерци већи од њихових источноафричких рођака. Има релативно дугу њушку и уши, а реп је релативно кратак, дужине око 20 центиметара. Боја крзна се разликује индивидуално, сензонски и географски, мада је типична боја жућкаста до сребрно сива, са благо црвенкастим удовима и црним мрљама на репу и раменима. Грло, абдомен и фацијалне ознаке су углавном беле, а очи су тамноплаве боје. Женке имају два до четири пара брадавица. Иако је сличан евроазијском златном шакалу (нарочито у источној Африци), афрички златни вук има истакнутију њушку и оштрије, снажније зубе. Уши су дже код афричког вука и лобања има подигнутије чело.

## Понашање

### Друштвено и репродуктивно понашање
Друштвена организација афричких вукова је изузетно флексибилна, различита у зависности од доступности и дистрибуције хрне. Основна друштвена јединица је хранилачки пар, праћен садашњим потомством или потомством из претходног окота које је остало као "помагачи". Велике групе су ретке и забележене су само у подручјима са обилним људским отпадом. Породични односи међу афричким вуковима су релативно мирни у поређењу са онима црнолеђих шакала; иако је сексуално и територијално понашање одраслих штенади потиснуто од стране хранилачког пара, када потпуно одрасту постану активни. Афрички вукови такође лежу заједно и дотерују се много чешће него црнолеђи шакали. У Серенгетију, парови бране трајне територије које обухватају 2–4 km², а напуштају своје територије само да би пили или када их намами велики леш. Пар патролира и означава своју територију у тандему. И партнери и помагачи агресивно реагују на нападаче, иако је највећа агресија резервисана за уљезе истог пола; упарени чланови не помажу једни другима у одбијању уљеза супротног пола.
Ритуали афричког вука су изузетно дуги, током којих хранилачки пар остаје скоро константно заједно. Пре парења, пар патролира и означава мирисом своју територију. Копулацији претходи женка која свој реп испружи и постави на такав начин да су јој гениталије изложене. Једно другом прилазе, цвилећи, подижући своје репове и накострешеног крзна, показујући различите интензитете офанзивног и обрамбеног понашања. Женка њуши и лиже мушке гениталије, док мужјак трља њушком крзно женке. Понекад кратко круже једно око другог и боре се. Парење траје четири минута. Пред крај еструса, пар се размиче, при чему се женка често приближи мужјаку на релативно покорнији начин. У наслућивању улоге коју ће добити у подизању младунаца, мужјак поврати поједену или преда женки било коју храну коју посједује. У Серенгенетију, младунци се рађају у децембру и јануару, а почињу да једу чврсту храну након месец дана. Одвајање од мајчиног млека почиње након два месеца старости и завршава до четвртог месеца. У овом периоду, младунци су полунезависни, одважују се отићи до 50 метара од јазбине, чак и спавају на отвореном. Њихово понашање у игри постаје све агресивније, а младунци се такмиче за чин, који се успоставља након шест месеци. Женке хране младунце много чешће него мужјак или помагачи, иако присуство старијих потомака дозвољава родитељима да напусте гнездо јазбину и оду у лов, а да не оставе незаштићену јазбину.
Живот афричког вука се усредсређује на кућу, која се обично састоји од напуштеног и прилагођеног тла мравоједа или брадавичасте свиње. Унутрашња структура јазбине није сасвим разумљива, иако се мисли да се састоји од централне коморе са 2–3 излаза за бег. Јазбина се може налазити и у осамљеним подручјима и у близини остатака других предатора.

### Комуникација
Афрички вукови се често улепшавају један другог, нарочито током удварања, током којег то може трајати до пола сата. Током церемоније упознавања примећено је грицкање лица и врата. Када се бори, афрички вук залупи своје противнике својим куковима и гризе и тресе раме. Положаји врсте су обично псећи и имају већу фацијалну мобилност него црнолеђи и пругасти шакали, могу да открију своје очњаке као пси.
Речник афричког вука сличан је ономе код домаћег пса, са снимљених седам звукова. Вокализација афирчког вука укључује завијање, режање, лајање, цвилење и гукање. Подврсте се могу препознати по разликама у својим завијањима. Један од звукова који се најчешће чују је завијање, од којег постоје три варијанте: дуго, једнозвучно, непрекидно завијање, јаук који се уздиже и пада, и низ кратких, испрекиданих урлика. Ови урлици се користе за одбијање уљеза и привлачења чланова породице. Сматра се да завијање у хору ојачава продичне везе, као и да успоставља територијални статус.

### Понашање у лову
Афрички вук ретко хвата зечеве, због њихове брзине. Мајке газеле (које често раде у групама од двоје или троје) су застрашујуће када бране своје младунце од једног вука, јер су вукови много успешнији у лову на газеле када раде у праовима. Пар вукова методично тражи скривене младунце газеле у стадима, високој трави, грмљу и другим вероватним местима за скривање.
Иако је познато да убијају животиње три пута веће од своје тежине, афрички вук много мање тражи плен међу сисарима него црнолеђи шакал. Када ухвати велики плен, афрички вук не покушава да га убије; уместо тога му раздере стомак и једе унутрашње органе. Мали плен обично убија тресући, иако се змије могу појести живе са стране репа. Афрички вук често носи више хране него што може да поједе и складишти вишак. Када се трага за инсектима, афрички вук преврће хрпе балеге да би пронашао балегаре. Током сувог доба, ископава кугле балеге не би ли унутра нашао ларве. Скакавце и летеће термите хватају или кидисањем на њих док су на земљи или их хватају док су ниско у ваздуху. Жестоко су нетолерантни на друге лешинаре, познато је да доминирају над лешинарима - један вук може терати десетине лешинара претећи, бацајти се на њих и шчепати их.

## Подврсте
| Подврста                           | Опис | Област                                            |
| ---------------------------------- | --- | ------------------------------------------------- |
| Алгеријски вук Canis a. algirensis | Подврста тамне боје, са репом означеним са три мрачна прстена. По величини сличан је црвеној лисици. | Алжир, Мароко и Тунис                             |
| Сенегалски вук Canis a. anthus     | Сличан Египатском вуку, али мањи и слабије грађен, са блеђим крзном и оштријом њушком. | Сенегал                                           |
| Серенгетски вук Canis a. bea       | Мањи и светлије обојен од оних са севера. | Кенија, Северна Танзанија                         |
| Египатски вук Canis a. lupaster    | Велика, снажно грађена подврста са пропорционално кратким ушима и представљају фенотип сивог вука, 40,6 центиметара висине до рамена и 127 центиметара дужине тела. Горњи делови су жућкасто-сиво обојени са црним, док су њушка, уши и спољашње површине удова црвенкасто-жуте боје. Крзно око уста је бело. | Египат, Алжир, Мали, Етиопска висораван и Сенегал |
| Сомалијски вук Canis a. riparius   | Патуљаста подврста која је висока само двадесетак центиметара, углавном је сиво-жуте боје, помешано са малим процентом црне Њушка и ноге су жуте, а доњи делови бели. | Сомалија и обала Етиопије и Еритреје              |
| Шарени вук Canis a. soudanicus     | Мала подврста са 38 центиметара висине до рамена и 102 центиметара дужине тела. Крзно је углавном бледо, са црним мрљама. | Судан и Сомалија                                  |